# Субраманијан Чандрасекар
Падма Субраманијан Чандрасекар (енгл. Subrahmanyan Chandrasekhar; Лахор, 19. октобар 1910 — Чикаго, 21. август 1995) био је индијско-амерички астрофизичар. Радио је у више поља, као што су структура звезда, теорија белих патуљака, динамика звезда, црне рупе и још много. Радио је на универзитету у Чикагу до своје смрти 1995. а такође је писао чланкове за један од тадашњих часописа астрофизике. Са Вилијамом Фолвером добио је Нобелову награду за физику 1983. године, за рад на теорији грађе и еволуције звезда. Чандрасекарова граница добила је име по овом научнику.

## Каријера
У јануару 1937, Чандрасекар се запослио на Универзитету у Чикагу као асистент а касније је постао професор теоријске астрофизике. На универзитету је остао цео свој живот, и одбијао било какве понуде других универзитета. Радио је на опсерваторији при универзитету, а после изградње лабораторије за астрофизику и свемирска истраживања, прешао је тамо.
За време Другог светског рата радио је у Мериленду у центру за балистичка истраживања.
Роберт Опенхајмер позвао га је да учествује у пројекту Менхетн али је Чандрасекар био спречен.
Једном приликом Чандрасекар је написао да га је жеља да учествује у доприношењу науци навела да одради своја научна истраживања и да све од себе. Такође је рекао да је систематизација врло важна у научним истраживањима: "What a scientist tries to do essentially is to select a certain domain, a certain aspect, or a certain detail, and see if that takes its appropriate place in a general scheme which has form and coherence; and, if not, to seek further information which would help him to do that."
Чандрасекар је проучавао различите области астрономије у различитим временским интервалима. Проучавао би једну област, издао неколико папира о томе, затим написао књигу о ономе што је проучавао, и онда прешао на следећу област и поновио поступак. Овако је од 1929. до 1939. године проучавао структуру и грађу звезда и теорију белих патуљака а од 1939. до 1943. динамику звезда. У периоду од 1971. до 1983. радио је на математичкој теорији црних рупа и коначно, током касних осамдесетих радио је на теорији судара гравитационих таласа.

## Атеизам
Чандрасекар се приликом једне јавне расправе разјаснио као атеиста:
I should like to preface my remarks with a personal statement in order that my later remarks will not be misunderstood. I consider myself an atheist.
Ово је потврђено приликом његових других јавних говора.

## Публикације

### Књиге
- Chandrasekhar, S. (1958). An Introduction to the Study of Stellar Structure. New York: Dover. ISBN 978-0-486-60413-8. Непознати параметар |orig-date= игнорисан (помоћ)
- Chandrasekhar, S. (2005). Principles of Stellar Dynamics. New York: Dover. ISBN 978-0-486-44273-0. Непознати параметар |orig-date= игнорисан (помоћ)
- Chandrasekhar, S. (1960). Radiative Transfer. New York: Dover. ISBN 978-0-486-60590-6. Непознати параметар |orig-date= игнорисан (помоћ)
- Chandrasekhar, S. (1975). Plasma Physics. Chicago: The University of Chicago Press. ISBN 978-0-226-10084-5. Непознати параметар |orig-date= игнорисан (помоћ)
- Chandrasekhar, S. (1981). Hydrodynamic and Hydromagnetic Stability. New York: Dover. ISBN 978-0-486-64071-6. Непознати параметар |orig-date= игнорисан (помоћ)
- Chandrasekhar, S. (1987). Ellipsoidal Figures of Equilibrium. New York: Dover. ISBN 978-0-486-65258-0. Непознати параметар |orig-date= игнорисан (помоћ)
- Chandrasekhar, S. (1998). The Mathematical Theory of Black Holes. New York: Oxford University Press. ISBN 978-0-19-850370-5. Непознати параметар |orig-date= игнорисан (помоћ)
- Chandrasekhar, S. (1983). Eddington: The Most Distinguished Astrophysicist of His Time. Cambridge University Press. ISBN 9780521257466. Непознати параметар |orig-date= игнорисан (помоћ)
- Chandrasekhar, S. (1990). Truth and Beauty. Aesthetics and Motivations in Science. Chicago: The University of Chicago Press. ISBN 978-0-226-10087-6. Непознати параметар |orig-date= игнорисан (помоћ)
- Chandrasekhar, S. (1995). Newton's Principia for the Common Reader. Oxford: Clarendon Press. ISBN 978-0-19-851744-3.
- Spiegel, E.A. (2011). The Theory of Turbulence : Subrahmanyan Chandrasekhar's 1954 Lectures. Netherlands: Springer. ISBN 978-94-007-0117-5. Непознати параметар |orig-date= игнорисан (помоћ)

### Часописи
Чандрасекар је објавио око 380 научних радова током свог живота. Он је написао своју прву публикацију о Комптоновом ефекту 1928. године, док је још био студент и задњу публикацију која је била прихваћена за штампу само два месеца пре његове смрти 1995. године, која се бави нерадијалном осцилацијом звезда. Издавачка кућа University of Chicago Press је објавила његове изабране радове у седам томова.
- Chandrasekhar, S. (1989). Selected Papers, Vol 1, Stellar structure and stellar atmospheres. Chicago: University of Chicago Press. ISBN 9780226100890.
- Chandrasekhar, S. (1989). Selected Papers, Vol 2, Radiative transfer and negative ion of hydrogen. Chicago: University of Chicago Press. ISBN 9780226100920.
- Chandrasekhar, S. (1989). Selected Papers, Vol 3, Stochastic, statistical and hydromagnetic problems in Physics and Astronomy. Chicago: University of Chicago Press. ISBN 9780226100944.
- Chandrasekhar, S. (1989). Selected Papers, Vol 4, Plasma Physics, Hydrodynamic and Hydromagnetic stability, and applications of the Tensor-Virial theorem. Chicago: University of Chicago Press. ISBN 9780226100975.
- Chandrasekhar, S. (1990). Selected Papers, Vol 5, Relativistic Astrophysics. Chicago: University of Chicago Press. ISBN 9780226100982.
- Chandrasekhar, S. (1991). Selected Papers, Vol 6, The Mathematical Theory of Black Holes and of Colliding Plane Waves. Chicago: University of Chicago Press. ISBN 9780226101019.
- Chandrasekhar, S. (1997). Selected Papers, Vol 7, The non-radial oscillations of star in General Relativity and other writings. Chicago: University of Chicago Press. ISBN 9780226101040.

### Књиге и чланци о Чандрасекару
- Miller, Arthur I. (2005). Empire of the Stars: Friendship, Obsession, and Betrayal in the Quest for Black Holes. Boston: Houghton Mifflin. ISBN 978-0-618-34151-1.
- Srinivasan, G., ур. (1997). From White Dwarfs to Black Holes: The Legacy of S. Chandrasekhar. Chicago: The University of Chicago Press. ISBN 978-0-226-76996-7.
- Penrose, Roger (1996). „Chandrasekhar, Black Holes and Singularities” (PDF). Journal of Astrophysics and Astronomy. 17 (3–4): 213—231. Bibcode:1996JApA...17..213P. CiteSeerX 10.1.1.496.2529 . doi:10.1007/BF02702305. Архивирано из оригинала (PDF) 23. 7. 2018. г. Приступљено 11. 4. 2019.
- Parker, E. (1996). „S. Chandrasekhar and Magnetohydrodynamics”. Journal of Astrophysics and Astronomy. 17 (3–4): 147—166. Bibcode:1996JApA...17..147P. doi:10.1007/BF02702301.[11]Wali, Kameshwar C. (1991). Chandra: A Biography of S. Chandrasekhar. Chicago: The University of Chicago Press. ISBN 978-0-226-87054-0.
- Wali, Kameshwar C., ур. (1997). Chandrasekhar: The Man Behind the Legend - Chandra Remembered. London: imperial College Press. ISBN 978-1-86094-038-5.
- Wignesan, T., ур. (2004). The Man who Dwarfed the Stars. The Asianists' Asia. ISSN 1298-0358.
- Venkataraman, G. (1992). Chandrasekhar and His Limit. Hyderabad, India: Universities Press. ISBN 978-81-7371-035-3.
- Sreenivasan, K. R. (2019). „Chandrasekhar's Fluid Dynamics”. Annual Review of Fluid Mechanics. 51 (1): 1—24. Bibcode:2019AnRFM..51....1S. doi:10.1146/annurev-fluid-010518-040537.[12]Saikia, D J., ур. (2011). Fluid flows to Black Holes: A tribute to S Chandrasekhar on his birth centenary. Singapore: World Scientific Publishing Co. Ptd Ltd. ISBN 978-981-4299-57-2.
- Kameshwar, C Wali, ур. (2001). A Quest For Perspectives. Singapore: World Scientific Publishing Co. Ptd Ltd. ISBN 978-1-86094-201-3.
- Ramnath, Radhika, ур. (2012). S. Chandrasekhar: Man of Science. Harpercollins. ASIN B00C3EWIME.
- Alic, Kameshwar C (2011).  Kameshwar, C Wali, ур. A Scientific Autobiography: S Chandrasekhar. A Scientific Autobiography: S Chandrasekhar. Edited by K C Wali. Published by World Scientific Publishing Co. Pte. Ltd. Bibcode:2010sasc.book.....W. ISBN 978-981-4299-57-2. doi:10.1142/7686.
- Salwi, Dilip, ур. (2004). S. Chandrasekhar: The scholar scientist. Rupa. ISBN 978-8129104915.
- Pandey, Rakesh Kumar, ур. (2017). Chandrasekhar Limit: Size of White Dwarfs. Lap Lambert Academic Publishing. ISBN 978-3330317666.